# Gerhard Weis
Gerhard Weis (* 1. Oktober 1938 in Wien; † 26. Juli 2019) war ein österreichischer Journalist und Rundfunkmanager. Von 1998 bis 2001 war er Generalintendant des ORF.

## Leben
Zum ORF kam Weis 1967. Er arbeitete zunächst als Redakteur und später als Ressortleiter im innenpolitischen Ressort. Von 1973 an leitete Weis die Abteilung Öffentlichkeitsarbeit, von 1974 bis 1978 war er Intendant für das erste Fernsehprogramm des ORF (heute: ORF 1). Von 1979 bis 1992 leitete er die Abteilung „Öffentlichkeitsarbeit, Koordination und Unternehmensplanung“. In dieser Zeit wurden der ORF-Teletext (21. Jänner 1980) und der Kooperationssender 3sat gegründet. Auch erfolgte während seiner Amtszeit die Einführung der Minderheitenredaktion, sowie eine Regionalisierung des Hörfunks und des Fernsehens, unter anderem durch Einführung eigener Programme für die österreichischen Bundesländer.
Von 1992 an war Weis Intendant des Wiener Landesstudios, von Oktober 1994 an Hörfunkintendant, von 1997 zusätzlich Generalsekretär des ORF. Im Oktober 1998 wurde er schließlich zum Generalintendanten bestellt. Gewählt wurde Weis von Mitgliedern des ORF-Kuratoriums (heute: ORF-Stiftungsrat), die der SPÖ, den Grünen und dem unabhängigen Lager zugerechnet wurden. Dabei konnte er sich gegen den von der ÖVP favorisierten Kandidaten Peter Radel (* 26. März 1939 in Wiener Neustadt) durchsetzen. Weis hielt diese Funktion bis Ende des Jahres 2001. Zwar hatte er sich wieder zur Wahl gestellt, doch unterlag er der von der ÖVP unterstützten Monika Lindner.
In der Amtszeit Weis’ als Generalintendant entstanden Sendungen wie Report International, Euro Austria, Die Barbara Karlich Show, Die Millionenshow und Taxi Orange.
Ab 2003 war Weis ehrenamtlich als Journalistischer Leiter der österreichischen Katholischen Medien Akademie  tätig, außerdem arbeitete er als selbständiger Medienberater.
Gerhard Weis war seit 1954 Mitglied der Wiener MKV-Verbindung Frankonia Wien und sein Leben lang ein bekennender Couleurstudent. Im ÖCV war er seit 1957 Mitglied der KaV Bajuvaria, einer Tochterverbindung der Frankonia.
Weis starb am 26. Juli 2019 im Alter von 80 Jahren.  Er wurde am Friedhof Mauer (Gruppe 3, Reihe 4, Nummer 12) bestattet.

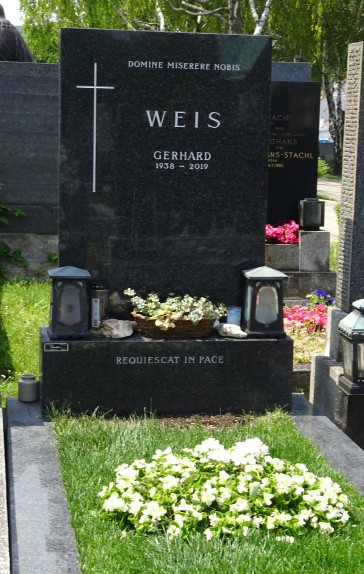
Grabstätte von Gerhard Weis

## Auszeichnungen (Auszug)
- 1967: Karl-Renner-Preis
- 1974: Großes Silbernes Verdienstzeichen für Verdienste um die Stadt Wien
- 1995: Großes Silbernes Ehrenzeichen für Verdienste um das Land Wien
- 1997: Großes Goldenes Ehrenzeichen für Verdienste um die Republik Österreich[7]
- 2000: Einspieler-Preis[8]
- 2002: Goldenes Komturkreuz des Ehrenzeichens für Verdienste um das Bundesland Niederösterreich
- 2002: Kärntner Landesorden in Silber
- 2008: Komturkreuz des päpstlichen Gregoriusordens